# Брюханов, Александр Юрьевич
Алекса́ндр Ю́рьевич Брюха́нов (род. 25 августа 1983) — российский учёный-аграрий, специалист в области агроинженерной экологии.
Член-корреспондент РАН (с 2019), действительный член РАН (с 2025). В 2023 году вошёл в президиум Санкт-Петербургского отделения академии.
Доктор технических наук (2017), главный научный сотрудник Института агроинженерных и экологических проблем сельскохозяйственного производства — филиала «Федерального научного агроинженерного центра ВИМ».
Автор 210 научных работ, из них одной монографии, 7 методических рекомендаций, и 20 авторских свидетельств и патентов.